# Симонцево
Симонцево — деревня в Вязниковском районе Владимирской области России, входит в состав Сарыевского сельского поселения.

## География
Деревня расположена в 5 км на юг от центра поселения села Сарыево и в 21 км на запад от райцентра города Вязники на автодороге М-7 «Волга».

## История
В конце XIX — начале XX века деревня входила в состав Сарыевской волости Вязниковского уезда. В 1859 году в деревне числилось 26 дворов, в 1905 году — 25 дворов, в 1926 году — 34 двора.
С 1929 года деревня являлась центром Симонцевского сельсовета Вязниковского района, с 1940 года — в составе Сарыевского сельсовета,  с 2005 года — в составе Сарыевского сельского поселения.

## Население
| 1859 | 1905 | 1926 | 2002 | 2010 | 2021 |
| ---- | ---- | ---- | ---- | ---- | ---- |
| 144  | ↘116 | ↗178 | ↗189 | ↘138 | ↘95  |